# ギルバート・ヴァルガ
ギルバート・ヴァルガ（Gilbert Varga, 1952年1月17日 -　）は、ハンガリー系イギリス人の指揮者。ロンドンに生まれる。父はヴァイオリニストのティボール・ヴァルガ。

## 略歴
フランコ・フェラーラ、セルジュ・チェリビダッケ、シャルル・ブリュックに学ぶ。ホーフ交響楽団、フィルハーモニア・フンガリカの首席指揮者等を歴任し、1998年から2001年までバスク国立管弦楽団の首席指揮者、2013年から2018年まで台北市立交響楽団の首席指揮者を務める。エリザベート王妃国際音楽コンクールの最終選考において、ベルギー国立管弦楽団を指揮することでも有名。